# Chiesa di Santa Maria della Purificazione (Palermo)
La chiesa di Santa Maria della Purificazione è un edificio di culto cattolico ubicato a ridosso del centro storico di Palermo, struttura compresa nell'aggregato monumentale dell'Albergo dei Poveri.

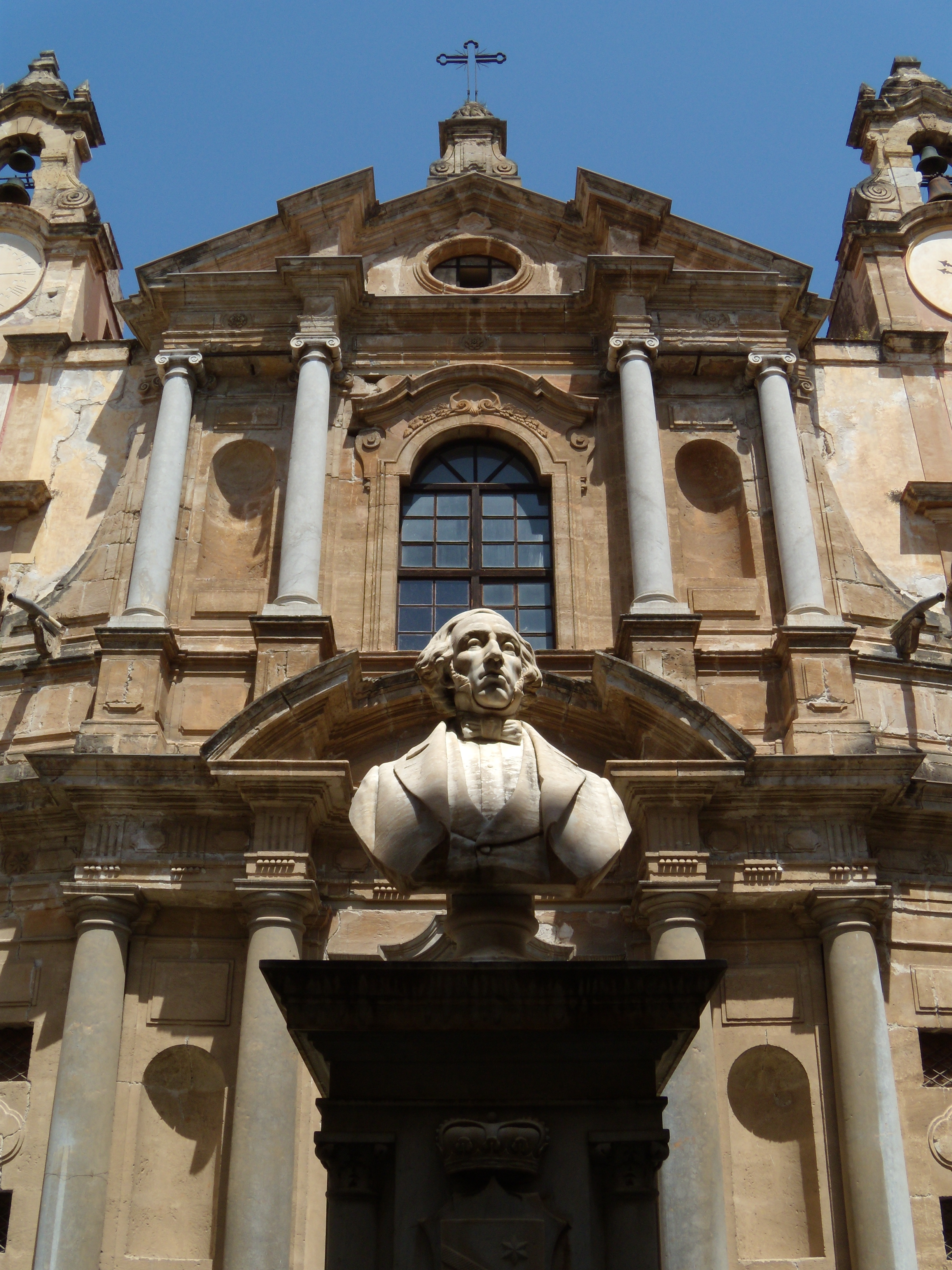
Il prospetto visto dal cortile.

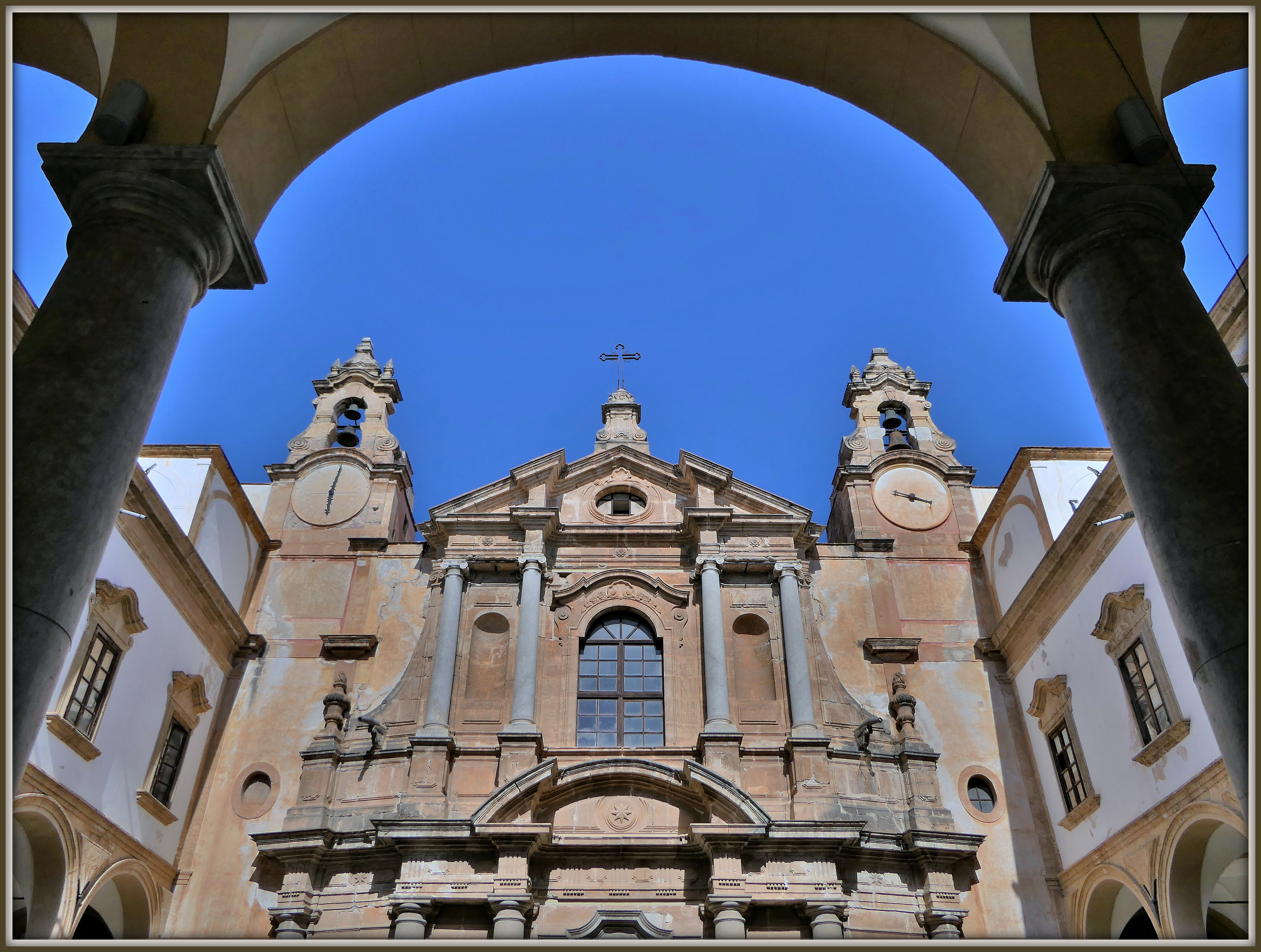
Il prospetto visto dal portale.

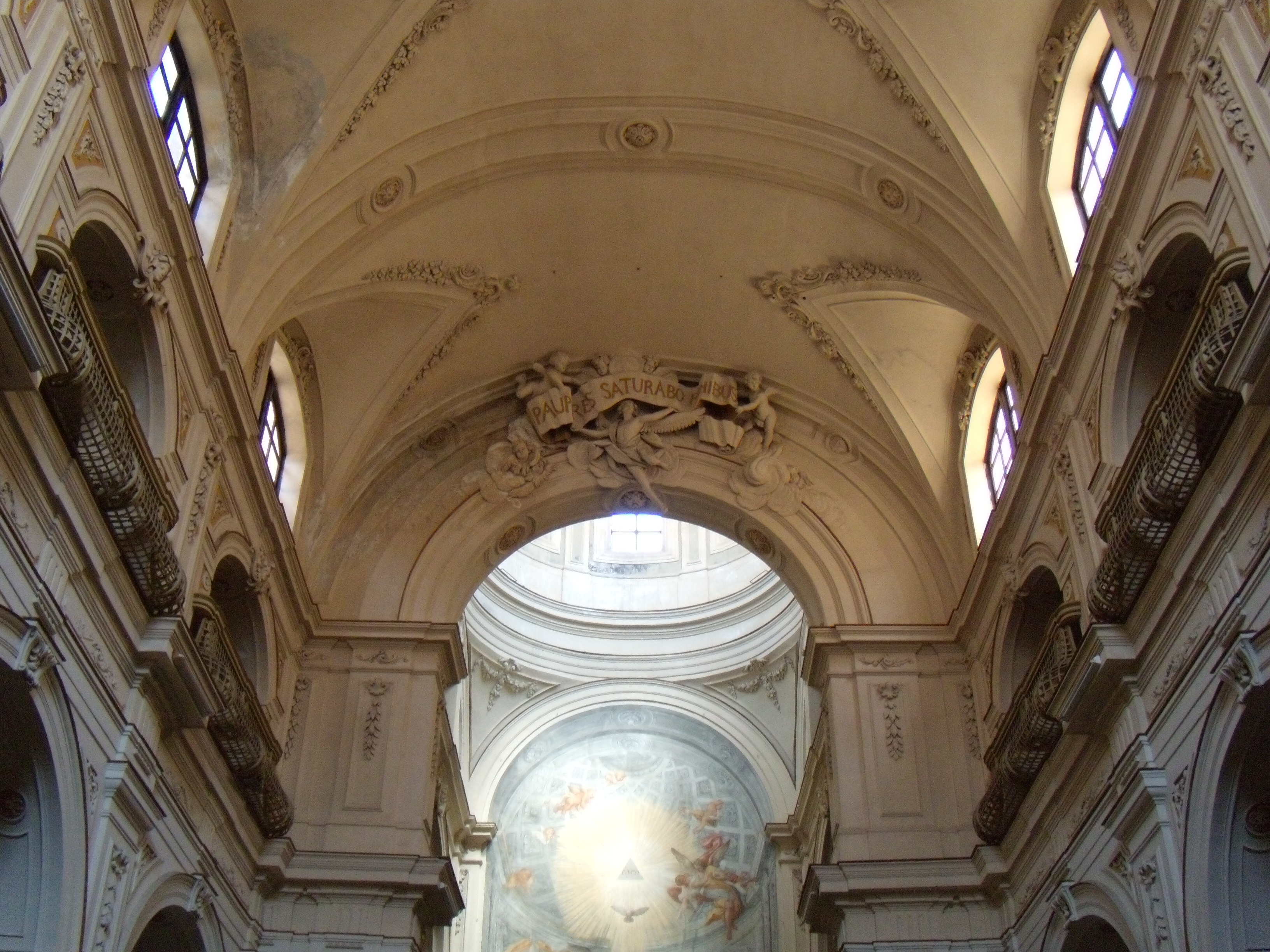
Volta navata e crociera.

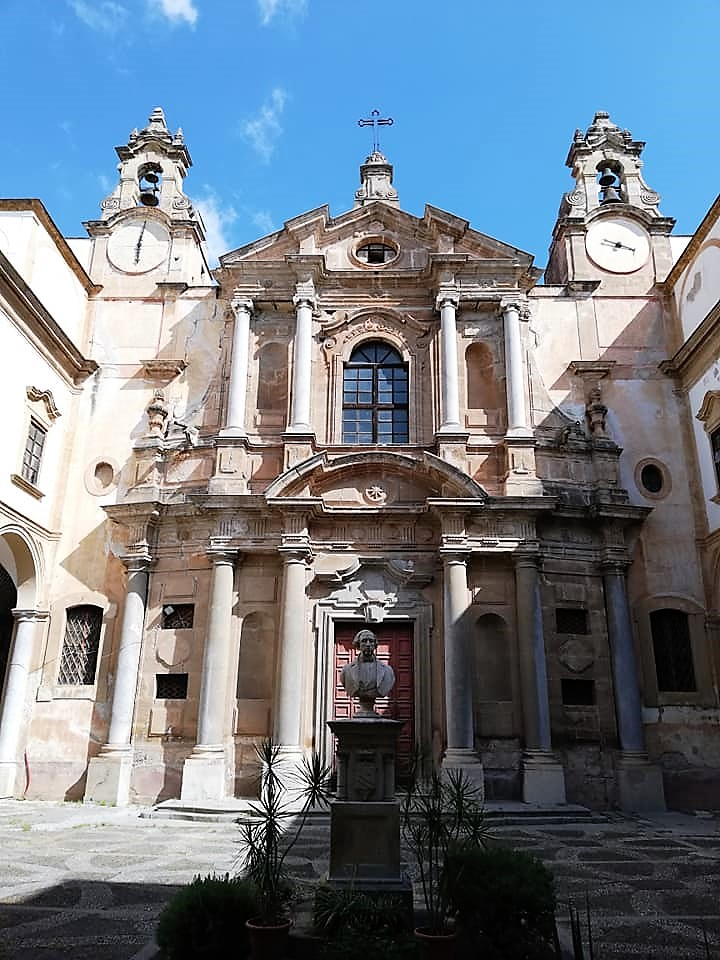
Facciata.

## Storia

### Epoca borbonica
Nel 1766 sotto il regno di Carlo III di Borbone è costruito il nuovo ospizio destinato ad accogliere i poveri della città, quella larga fascia di bisognosi in grado di lavorare. Il 24 aprile 1746 è gettata la prima pietra del grandioso proposito sotto la supervisione del viceré di Sicilia Bartolomeo Corsini, su progetto di Domenico Marabitti, è impiantato un edificio con laboratori di filatura e tessitura improntati sul modello borbonico di San Leucio. L'opera fu continuata dal figlio Ferdinando III di Borbone.
Fra le ali interne del grandioso edificio fu eretta la chiesa con prospetto sull'atrio interno, e pareti laterali adiacenti ai cortili porticati, opera di Orazio Furetto. Il luogo di culto fu consacrato nel 1779, celebrazione presieduta dall'arcivescovo di Palermo Francesco Ferdinando Sanseverino. La data è incisa sul primo scalino di accesso al luogo sacro.
Nel 1898 l'albergo fu adibito esclusivamente a donne in difficoltà, pertanto il suo nome fu cambiato in Albergo delle Povere. La componente maschile fu trasferita nelle strutture del quartiere Malaspina.

### Epoca contemporanea
Nel 1943 durante i bombardamenti del secondo conflitto mondiale l'intero aggregato fu seriamente danneggiato. Al termine della guerra il complesso fu restaurato.
Oggi i locali dell'albergo sono sede di mostre temporanee e convegni, il tempio ospita sovente concerti.

## Facciata
Superato il portale d'accesso della costruzione, nel primo cortile interno prospetta la chiesa della Santissima Trinità, altrimenti appellata chiesa di Santa Maria della Purificazione. L'edificio presenta un prospetto lavorato in pietra d'intaglio, con due campanili, due orologi a campana e due solari. Il corpo ecclesiale insiste sull'asse mediano dell'intera costruzione dando origine ai due cortili porticati orientale ed occidentale, l'intero isolato gravita sulla direttrice Palermo - Monreale lungo il lato destro appena fuori dalla cinta delle mura prossima a Porta Nuova.
La facciata è ripartita in due ordini per mezzo di un elaborato cornicione marcapiano, al primo livello sei colonne ioniche con capitelli dorici, al secondo quattro colonne sormont,ate da capitelli ionici delimitate da volute e vasi acroteriali alle estremitàSull'asse mediano le coppie di colonne interne, avanzate prospetticamente incorniciano rispettivamente il portale a piano terreno, e una grande finestra a livello superiore.
Chiude la prospettiva un animato frontone con oculo centrale, sulla sommità un pinnacolo con volute regge la croce in ferro battuto.

## Interno
Il prospetto esterno e l'architettura interna evidenziano uno stile barocco con influenze neoclassiche. Il progetto iniziale della chiesa prevedeva una pianta ottagonale. Tempi lunghi di realizzazione, fondi insufficienti e l'alternanza di maestranze fecero propendere ad un impianto con sviluppo a navata unica rettangolare, sei cappelle laterali (tre ambienti con altari per lato), un cappellone con presbiterio rialzato sormontato da cupola colorata con lanternino, apparato decorativo in stucco, pavimento in marmi di Carrara, ordini di matronei sovrastanti la navata. Il ciclo di affreschi e alcuni dipinti sono opera di Gioacchino Martorana, ornati di Benedetto Cotardi e apparato decorativo in stucco, realizzazione di Stefano Manzella.
L'interno della chiesa inizialmente era diviso in due parti: la parte sinistra era riservata agli uomini, a destra sedevano invece le donne. 

### Altare maggiore
Nell'abside, su di un finto colonnato realizzato con la tecnica del trompe-l'œil è raffigurato il Trionfo della Croce con il Risorto, eseguito nel 1779 da Gioacchino Martorana. L'altare maggiore presenta una sopraelevazione rivestita in marmi policromi, al centro spicca l'immagine dipinta su una tela ovale raffigurante Maria Santissima della Purificazione. Superfici e il pavimento marmoreo sono opera dello scultore Salvatore Allegra del 1775. Sulla mensa un prezioso ciborio - tabernacolo in lapislazzuli con inserti in bronzo dorato,.
Palchi per la musica in corrispondenza degli ambienti della sacrestia interna. Ai lati del presbiterio sono presenti alte cancellate per il coro delle donne (la destinazione finale dell'istituzione sarà riservata esclusivamente al genere femminile) con tre ordini di grate destinate: all'ascolto della messa, agli esercizi di pietà, per ascoltare le prediche e partecipare al catechismo.

### Navata

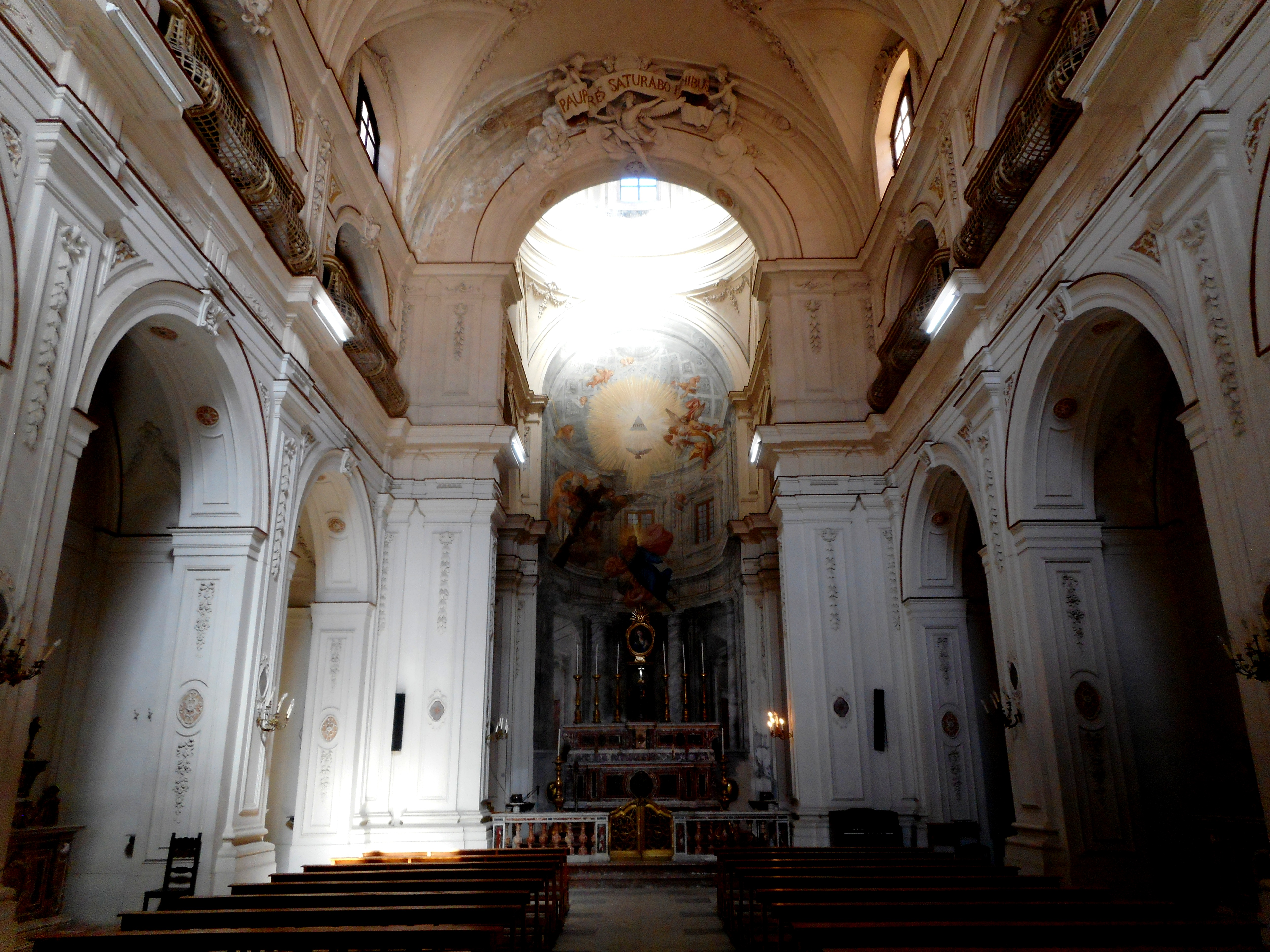
Navata

Le sei cappelle minori contengono ciascuna un dipinto realizzato da Gioacchino Martorana o Pietro Martorana (1779) o Pietro Spinosa (1753), ambienti corredati da interessanti manufatti decorativi di marmi mischi.

#### Parete destra
Altari in marmi policromi.
- Prima campata: dipinto.
- Seconda campata: dipinto.
- Terza campata: dipinto.
- Vano e cancellata.

A destra il varco d'accesso alle sacrestie.

#### Parete sinistra
- Prima campata.
- Seconda campata.
- Terza campata.
- Vano e cancellata. Nell'ambiente sono custoditi i simulacri del Cristo Morto e Vergine Addolorata.

I tre ambienti ospitano rispettivamente un'opera scultorea tardo settecentesca raffigurante la Pietà, un Crocifisso del XVIII secolo e un reliquiario.

## Sacrestia
- Sacrestia esterna: sulla parete destra è presente il varco per la sacrestia ove è collocato un monumento in marmo raffigurante Giuseppe Gioeni di Valguarnera dei duchi d'Angiò.[3] Nei locali è documentata il quadro raffigurante la Nascita di Gesù, dipinto, opera di Pietro Novelli e numerosi ritratti di arcivescovi e presidenti del regno, patrocinatori dell'istituzione.[3]
- Sacrestia interna: ambienti esternamente sormontati da palchi per la musica.[6]